# Sphenometopa claripennis
Sphenometopa claripennis is een vliegensoort uit de familie van de dambordvliegen (Sarcophagidae). De wetenschappelijke naam van de soort is voor het eerst geldig gepubliceerd in 1933 door Villeneuve.